# Куяча
Куяча́ (рос. Куяча) — село у складі Алтайського району Алтайського краю, Росія. Адміністративний центр Куячинської сільської ради.

## Населення
Населення — 475 осіб (2010; 618 у 2002).
Національний склад (станом на 2002 рік):
- росіяни — 98 %